# Oldřichovice (okres Zlín)
Obec Oldřichovice se nachází v okrese Zlín ve Zlínském kraji. Žije zde 384 obyvatel.

## Historie
První písemná zmínka o obci pochází z roku 1362.

## Pamětihodnosti
- Kostel svaté Zdislavy
- Pomník T. G. Masaryka
- Poutní místo Svatá voda u Malenovic s kapličkou

## Galerie

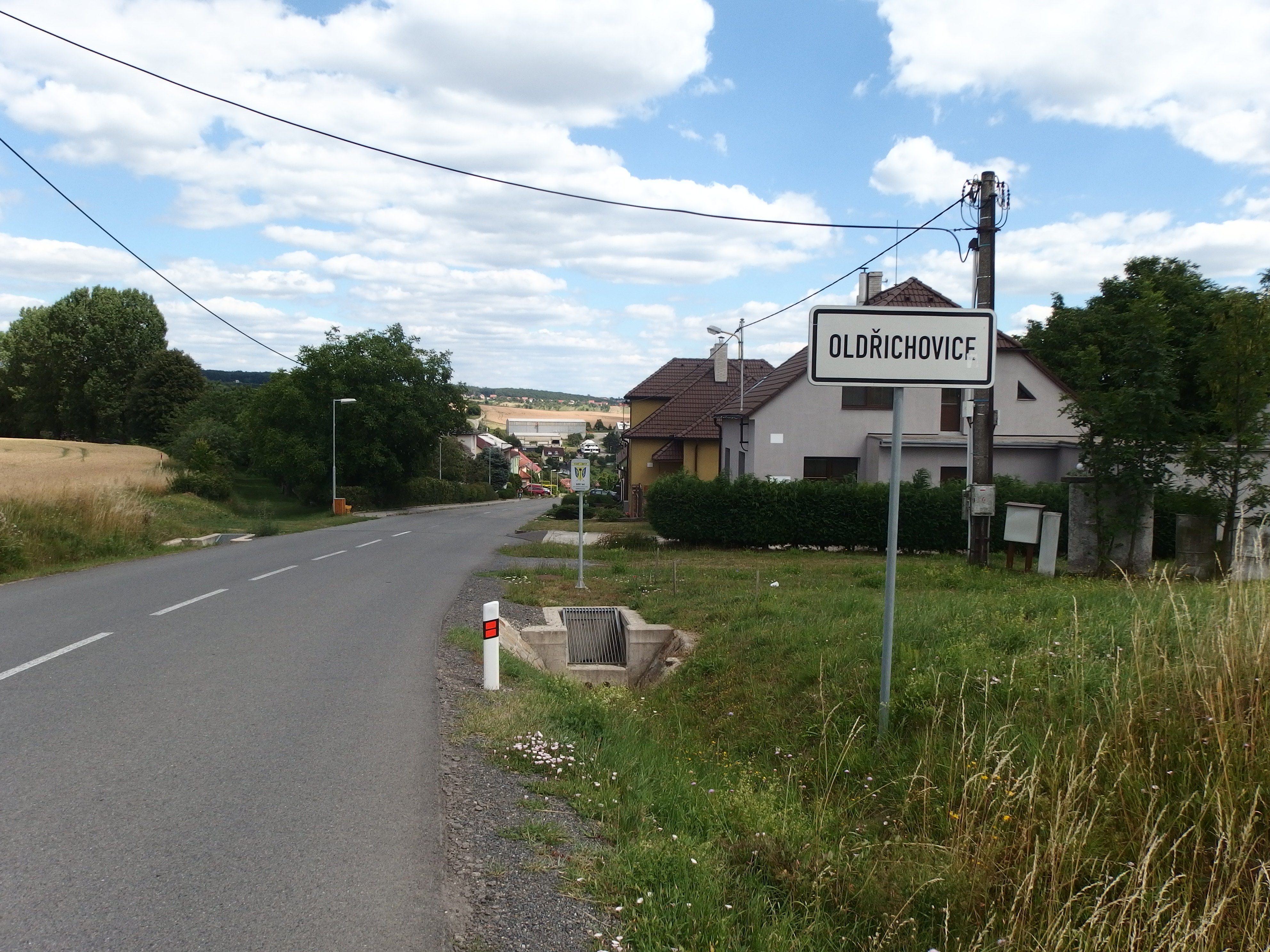
Příjezd od Pohořelic
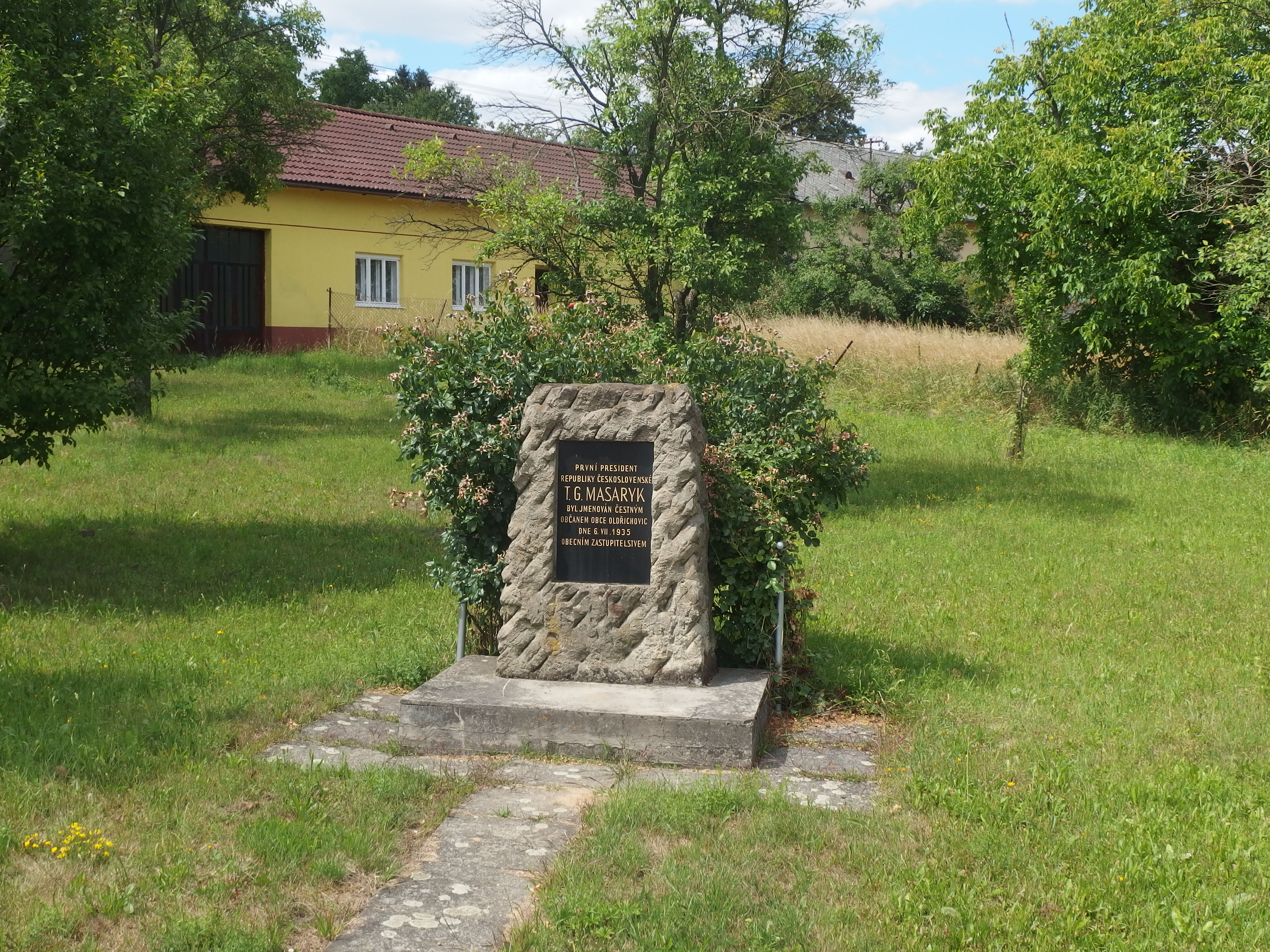
Pomník jmenování TGM čestným občanem
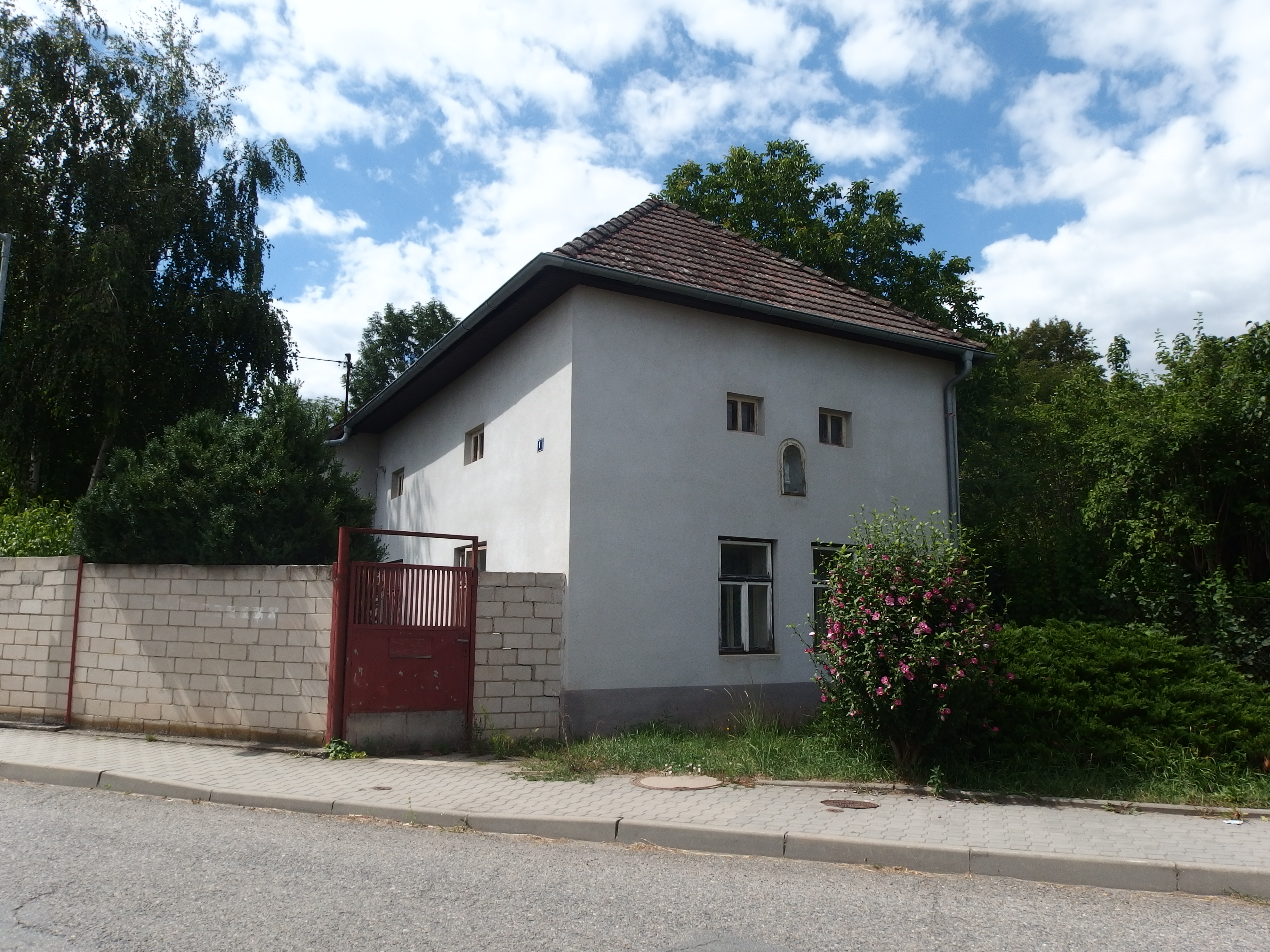
Dům č. p. 1
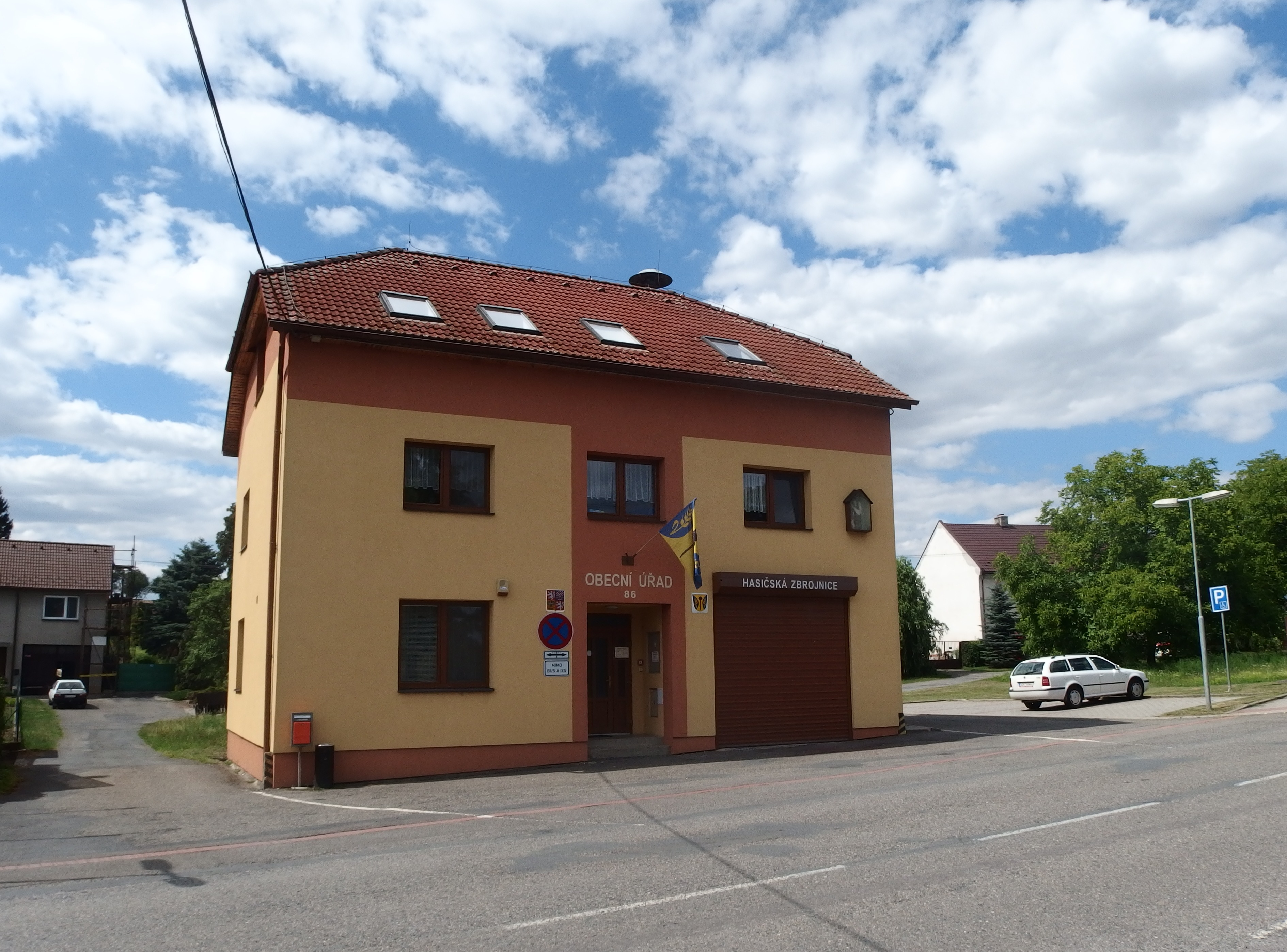
Obecní úřad